# Anonymous remailer
Un anonymous remailer è un server che riceve messaggi di posta elettronica e li rinvia seguendo apposite istruzioni incluse nei messaggi stessi, senza rivelare la loro provenienza originaria. Ci sono vari tipi di anonymous remailer che si differenziano per il loro funzionamento, le politiche che adottano e le strategie che mettono in atto per resistere agli attacchi.

## Tipi di anonymous remailer
- Tipo I - Cypherpunk

I remailer Cypherpunk rinviano i messaggi al destinatario sostituendo gli header che possono identificare il mittente. Per ostacolare gli attacchi basati sul controllo del traffico accettano messaggi cifrati con la propria chiave pubblica PGP, in modo da non rivelarne destinazione e contenuto a chi è in grado di intercettarli, e mettono a disposizione numerose funzioni come il riordino casuale dei messaggi in uscita (reordering) o i comandi per richiedere un ritardo nella trasmissione degli stessi (latent time).
Gli operatori dichiarano di evitare con la massima cura di tenere log (cioè registrazione dell'attività intercorsa sul server) che potrebbero permettere di identificare gli utenti.
Il sistema permette di usare diversi remailer in successione (chaining), in modo che nessun remailer conosca sia il mittente che il destinatario.
È possibile costruire una specie di recapito anonimo (reply-block) che permette di ricevere risposte senza perdere l'anonimato.
- Tipo II - Mixmaster

L'invio dei messaggi è effettuato con un apposito client che li scompone, li sottopone a cifratura multipla utilizzando gli algoritmi RSA e 3DES e li incapsula in uno o più pacchetti di dati di uguale dimensione, rendendo così impossibile un'analisi efficace basata su questa caratteristica. I pacchetti vengono inviati separatamente lungo la rete dei remailer e sottoposti a un sofisticato reordering.
Non è previsto un sistema per comunicare in due direzioni senza rivelare la propria identità, ma i remailer di questo tipo possono accettare anche messaggi nel formato Cypherpunk.
- Tipo III - Mixminion

Mixminion promette maggiori livelli di sicurezza e affidabilità rispetto agli altri sistemi, ma è ancora in fase di beta testing. 
Al posto dell'SMTP usa delle connessioni SSL tra server e per accettare i messaggi dagli utenti. Supporta anche la ricezione di risposte anonime usando dei reply-block a uso singolo, "Single Use Reply Blocks" o "SURBs". I messaggi inviati e quelli di risposta risultano indistinguibili.
- Pseudonymous remailer o  Nym server

Permettono di inviare messaggi utilizzando uno pseudonimo, in modo che sia possibile per il destinatario finale del messaggio rispondere ad essi in modo facile e diretto utilizzando la funzione rispondi del proprio programma di posta elettronica. Ad ogni utente viene assegnato uno pseudonimo e il remailer mantiene un archivio di istruzioni su come inoltrare le risposte in modo che possano giungere all'utente reale.
I tipi più primitivi di Pseudonymous remailers, come il famoso anon.penet.fi, registravano nel loro archivio informazioni sufficienti per risalire all'identità dell'utente reale. Gli attuali Nym server invece non conoscono il vero indirizzo di posta elettronica dell'utente e utilizzano i reply-block per recapitare le risposte.
- Ci sono anche servizi web che permettono di inviare messaggi anonimi. Questi servizi non forniscono garanzie di anonimato paragonabili a quelle dei veri remailer, ma sono più facili da utilizzare.

## Uso dei remailer
Di solito è possibile richiedere il file di help di un remailer indirizzando ad esso un'e-mail che ha per oggetto <remailer-help>, o le sue chiavi pubbliche con l'oggetto <remailer-key>.
Nella maggioranza dei casi i remailer sono gestiti da singoli individui e possono avere problemi di stabilità. Per questo è importante utilizzare statistiche aggiornate per la scelta dei remailer da utilizzare. Le statistiche possono essere ottenute da questi siti (e altri):
```
   * 
https://web.archive.org/web/20101007055414/http://remailer.paranoici.org/stats/

   * 
https://web.archive.org/web/20081011144955/http://pboxmix.winstonsmith.info/echolot/
```

Dal rilascio di Echolot, un'applicazione pinger automatica scritta da Peter Palfrader, il numero di risorse per ottenere statistiche accurate è aumentato considerevolmente. Una lista di tutti i pinger può essere ottenuta da https://web.archive.org/web/20060205154351/http://www.noreply.org/allpingers/. Una visione unificata delle statistiche basata su tutte le sorgenti disponibili si trova all'indirizzo https://web.archive.org/web/20110922142033/http://stats.mixmin.net/